# Sonya Kraus
Sonya Kraus (Frankfurt am Main, 22 de junho de 1973) é a modelo e apresentadora de televisão alemã. Seu show, Das schaffst du nie!, entrou para o Guinness Book como o programa de talk show com a apresentação mais longa. O programa foi exibido durante os dias 15 a 19 de novembro de 2019 e durou 2 hrs 5 min 11 seg.